# Kralupy nad Vltavou-Minice (železniční zastávka)
Kralupy nad Vltavou-Minice jsou železniční zastávka a automatické hradlo ve vsi Minice v jihozápadní okrajové části města Kralupy nad Vltavou v okrese Mělník. Leží v km 22,648 jednokolejné neelektrizované trati Kralupy nad Vltavou – Kladno mezi stanicemi Kralupy nad Vltavou a Otvovice.

## Historie
Zastávka byla vystavěna společnosti Buštěhradská dráha (BEB) ze směru z Kralupy nad Vltavou, kudy od roku 1850 procházela trať společnosti Severní státní dráha (NStB) spojující Prahu a Drážďany, do Kladna, pravidelný provoz zde byl zahájen 16. listopadu 1855. Zastávka nesla název Minitz nebo Minice do roku 1961, kdy bylo změněno na Kralupy nad Vltavou-Minice.

## Popis zastávky
V zastávce byl v roce 2020 zděný přístřešek a sypané  100 m dlouhé nástupiště s pevnou hranou ve výšce 200 mm nad temenem kolejnice. V blízkosti zastávky v km 22,716 je přejezd P2466, který je vybaven světelným přejezdovým zabezpečovacím zařízením bez závor. Na tomto přejezdu trať kříží silnice II/101 z Kralup do Kladna.
Oddílová návěstidla automatického hradla se nacházejí v km 22,706 (Lo) a 22,527 (So).